# Nannoniscus spinicornis
Nannoniscus spinicornis är en kräftdjursart som beskrevs av Hansen 1916. Nannoniscus spinicornis ingår i släktet Nannoniscus och familjen Nannoniscidae. Inga underarter finns listade i Catalogue of Life.